# Europawahl in Frankreich 1979
- Kommunisten (PCF): 19
- Sozialisten (PS): 22
- Liberaldemokraten (UDF): 17
- Europäische Volkspartei (UDF): 8
- Demokraten f.d.Fortschritt (RPR): 15

Die Europawahl in Frankreich 1979 fand am 10. Juni im Rahmen der EG-weiten Europawahl 1979 statt. Diese waren die erste Direktwahlen zum Europäischen Parlament. In Frankreich wurden 81 der 410 Sitze im Parlament vergeben.

## Wahlrecht
Ganz Frankreich bildete einen Wahlkreis. Die 81 Mandate wurden proportional auf alle Listen verteilt, die mindestens 5 % der Stimmen erreichten.

## Ergebnis
Die Wahlbeteiligung in Frankreich lag bei 60,7 %.
Der Front National nahm an der Wahl nicht Teil und rief zur Enthaltung auf.
| Liste Partei(en) | Spitzenkandidat               | Stimmen    | Anteil  | Sitze | Fraktion                                                 |
| --- | ----------------------------- | ---------- | ------- | ----- | -------------------------------------------------------- |
| Union pour la France en Europe (UFE) Union pour la démocratie française                                                      | Simone Veil                   | 5.588.851  | 27,61 % | 25    | Liberale und Demokraten (17) Europäische Volkspartei (8) |
| Liste socialiste avec la participation des radicaux de gauche Parti socialiste, Mouvement des radicaux de gauche             | François Mitterrand           | 4.763.026  | 23,53 % | 22    | Sozialisten                                              |
| Liste présentée par le PCF Parti communiste français, Union progressiste                                                     | Georges Marchais              | 4.153.710  | 20,52 % | 19    | Kommunisten                                              |
| Défense des Intérêts de la France en Europe (DIFE) Rassemblement pour la République                                          | Jacques Chirac                | 3.301.980  | 16,31 % | 15    | Demokraten für den Fortschritt                           |
| Europe Écologie Mouvement d'écologie politique                                                                               | Solange Fernex                | 888.134    | 4,39 %  | –     | –                                                        |
| Pour les États-Unis socialistes d'Europe Lutte Ouvrière, Ligue communiste révolutionnaire                                    | Arlette Laguiller             | 623.663    | 3,08 %  | –     | –                                                        |
| La cinquième liste : Emploi - Égalité - Europe (Unabhängige der UDF)                                                         | Jean-Jacques Servan-Schreiber | 373.259    | 1,84 %  | –     | –                                                        |
| Union de défense interprofessionnelle pour une France indépendante dans une Europe solidaire (UDIP - FIDES) (diverse Rechte) | Philippe Malaud               | 283.144    | 1,40 %  | –     | –                                                        |
| Union française pour l'eurodroite Parti des forces nouvelles                                                                 | Jean-Louis Tixier-Vignancour  | 265.911    | 1,31 %  | –     | –                                                        |
| Régions-Europe (Regionalparteien)                                                                                            | Jean-Edern Hallier            | 337        | 0,00 %  | –     | –                                                        |
| Liste Europe - Autogestion présentée par le PSU Parti socialiste unifié                                                      | Huguette Bouchardeau          | 332        | 0,00 %  | –     | –                                                        |
| Summe | Summe                         | 20.331.490 |         | 81    |                                                          |